# Nicrophorus tomentosus
Espèce
Nicrophorus tomentosus est une espèce d'insectes coléoptères, un nécrophore.

## Synonymes
- N. marginatus, Gistel, 1848
- N. requiescator, Gistel, 1848
- N. tomentosus aurigaster, Arnett, 1944
- N. velutinum, Matzek, 1839
- N. velutinus, Fabricius, 1801
- N. v. aurigaster, Portevin, 1925
- N. v. marginatus, Dejean, 1833
- Silpha tomentosa, Crotch, 1873
- S. velutina, Crotch, 1873